# Fußball-Club Energie Cottbus 2022-2023
Questa voce raccoglie le informazioni riguardanti il Fußball-Club Energie Cottbus nelle competizioni ufficiali della stagione 2022-2023.

## Stagione
Nella stagione 2022-2023 l'Energie Cottbus, allenato da Claus-Dieter Wollitz, concluse il campionato di Regionalliga Nordest al 1º posto e perse gli spareggi promozione con l'Unterhaching. In Coppa di Germania l'Energie Cottbus fu eliminato al primo turno dal Werder Brema.

## Rosa
| N. |                       | Ruolo | Calciatore              |
| -- | --------------------- | ----- | ----------------------- |
| 1  | Germania (bandiera)   | P     | Alexander Sebald        |
| 6  | Germania (bandiera)   | C     | Jonas Hofmann           |
| 7  | Germania (bandiera)   | A     | Ali Abu-Alfa            |
| 8  | Germania (bandiera)   | C     | Joshua Putze            |
| 9  | Germania (bandiera)   | A     | Tim Heike               |
| 10 | Germania (bandiera)   | C     | Maximilian Oesterhelweg |
| 11 | Germania (bandiera)   | A     | Nicolas Wähling         |
| 12 | Germania (bandiera)   | P     | Elias Bethke            |
| 13 | Germania (bandiera)   | A     | Eric Hottmann           |
| 14 | Germania (bandiera)   | D     | Tobias Hasse            |
| 16 | Montenegro (bandiera) | C     | Arnel Kujović           |
| 17 | Germania (bandiera)   | D     | Jonas Hildebrandt       |
| 19 | Germania (bandiera)   | C     | Niklas Geisler          |
| 20 | Germania (bandiera)   | D     | Axel Borgmann           |

| N. |                     | Ruolo | Calciatore         |
| -- | ------------------- | ----- | ------------------ |
| 21 | Germania (bandiera) | D     | Tobias Eisenhuth   |
| 22 | Germania (bandiera) | C     | Niclas Erlbeck     |
| 23 | Germania (bandiera) | A     | Malcolm Badu       |
| 26 | Germania (bandiera) | D     | Jonas Böhmert      |
| 27 | Germania (bandiera) | D     | Dennis Slamar      |
| 30 | Germania (bandiera) | C     | Paul Milde         |
| 31 | Germania (bandiera) | P     | Corbinian Moye     |
| 32 | Germania (bandiera) | D     | Paul-Levi Wagner   |
| 33 | Germania (bandiera) | A     | Jan Shcherbakovski |
| 35 | Germania (bandiera) | D     | Edgar Kaizer       |
| 36 | Germania (bandiera) | C     | Janis Juckel       |
| 39 | Germania (bandiera) | D     | Tünay Bektas       |
| 39 | Germania (bandiera) | A     | Timmy Thiele       |

## Organigramma societario
Area tecnica
- Allenatore: Claus-Dieter Wollitz
- Allenatore in seconda: Tobias Röder
- Preparatore dei portieri: Anton Wittmann
- Preparatori atletici:
- Analisi video: Tobias Röder

## Calciomercato

### Sessione estiva
| Acquisti | Acquisti                | Acquisti             | Acquisti |
| R.       | Nome                    | da                   | Modalità |
| -------- | ----------------------- | -------------------- | -------- |
| A        | Nicolas Wähling         | Ulma                 |          |
| A        | Ali Abu-Alfa            | Hertha Berlino II    |          |
| A        | Eric Hottmann           | Türkgücü             |          |
| C        | Paul Milde              | Kickers Offenbach    |          |
| D        | Tünay Bektas            | Niendorfer TSV U17   |          |
| A        | Tim Heike               | Germania Halberstadt |          |
| C        | Maximilian Oesterhelweg | Carl Zeiss Jena      |          |
| P        | Alexander Sebald        | Rödinghausen         |          |
| D        | Dennis Slamar           | Carl Zeiss Jena      |          |

| Cessioni | Cessioni             | Cessioni           | Cessioni |
| R.       | Nome                 | a                  | Modalità |
| -------- | -------------------- | ------------------ | -------- |
| A        | Nikos Zografakis     | Verl               |          |
| D        | Jan Koch             | Freiberg           |          |
| A        | Max Kremer           | Sportfreunde Lotte |          |
| D        | Joshua Bitter        | Duisburg           |          |
| A        | Erik Engelhardt      | Osnabrück          |          |
| A        | Theo Harz            | Amburgo II         |          |
| D        | Shawn Kauter         | Berliner AK 07     |          |
| C        | Janik Mäder          | Chemie Lipsia      |          |
| A        | Maximilian Pronichev | Horn               |          |
| A        | Gian Luca Schulz     | Hansa Rostock II   |          |
| P        | Toni Stahl           | Hannover 96        |          |

### Sessione invernale
| Acquisti | Acquisti           | Acquisti      | Acquisti |
| R.       | Nome               | da            | Modalità |
| -------- | ------------------ | ------------- | -------- |
| A        | Jan Shcherbakovski | Dinamo Dresda |          |

| Cessioni | Cessioni | Cessioni | Cessioni |
| R.       | Nome     | a        | Modalità |
| -------- | -------- | -------- | -------- |

## Risultati

### Regionalliga Nordest

#### Girone di andata
| Arbitro: | Kohnert |

|                            |           |  |
| Breitkreuz 30’ Ciğerci 90’ | Marcatori |  |

| Arbitro: | Kluge |

|                                         |           |  |
| Hellwig 5’ (aut.) Wähling 31’ Heike 90’ | Marcatori |  |

| Berlino 21 agosto 2022, ore 13:00 CEST 3ª giornata | Lichtenberg 47 | 0 – 0 referto | Energie Cottbus | HOWOGE-Arena (1 596 spett.)\| Arbitro: \| Dallmann \| |
| Arbitro:                                           | Dallmann       |               |                 |                                                       |

| Arbitro: | Wien |

|                                                      |           |  |
| Oesterhelweg 28’ Heike 67’ Hottmann 70’ Abu-Alfa 90’ | Marcatori |  |

| Arbitro: | Bartnitzki |

|                   |           |             |
| Krasniqi 24’, 45’ | Marcatori | 62’ Wähling |

| Arbitro: | Wilske |

|                                  |           |             |
| Kujović 2’ Hasse 17’ Geisler 90’ | Marcatori | 78’ Walther |

| Arbitro: | Näther |

|                    |           |             |
| Dedidis 90’ (rig.) | Marcatori | 27’ Wähling |

| Arbitro: | Markhoff |

|                                     |           |             |
| Hasse 27’ Borgmann 64’ Abu-Alfa 90’ | Marcatori | 32’ Atilgan |

| Arbitro: | Bartnitzki |

|  |           |                                              |
|  | Marcatori | 6’, 23’, 61’ Hottmann 51’ Wähling 73’ Slamar |

| Arbitro: | Butterich |

|                         |           |            |
| Hildebrandt 9’ Badu 75’ | Marcatori | 42’ Harres |

| Arbitro: | Markhoff |

|  |           |                                                     |
|  | Marcatori | 12’ Oesterhelweg 55’ Wähling 90’ Hasse 90’ Abu-Alfa |

| Arbitro: | Rauschenberg |

|                                       |           |                |
| Badu 56’ Hildebrandt 63’ Hottmann 85’ | Marcatori | 65’ Richardson |

| Arbitro: | Butterich |

|                                       |           |              |
| Euschen 54’ Suljić 61’, 70’ Klump 90’ | Marcatori | 69’ Abu-Alfa |

| Arbitro: | Ostrin |

|                                                            |           |  |
| Oesterhelweg 9’ Eisenhuth 23’ Hildebrandt 79’ Borgmann 87’ | Marcatori |  |

| Arbitro: | Weisbach |

|                   |           |                        |
| Hajrulla 77’, 79’ | Marcatori | 13’ Slamar 67’ Wähling |

| Arbitro: | Näther |

|  |           |                 |
|  | Marcatori | 83’ Hildebrandt |

| Arbitro: | Kohnert |

|                 |           |  |
| Wähling 4’, 41’ | Marcatori |  |

#### Girone di ritorno
| Arbitro: | Kluge |

|  |           |                  |
|  | Marcatori | 76’, 90’ Oudenne |

| Arbitro: | Wien |

|             |           |  |
| Borowski 3’ | Marcatori |  |

| Arbitro: | Bringmann |

|                                                                       |           |  |
| Wähling 7’ Borgmann 21’ Eisenhuth 36’ Hottmann 39’ Shcherbakovski 55’ | Marcatori |  |

| Arbitro: | Gaunitz |

|            |           |          |
| Bürger 20’ | Marcatori | 44’ Badu |

| Arbitro: | Markhoff |

|                         |           |            |
| Thiele 21’ Hottmann 90’ | Marcatori | 47’ Yamada |

| Arbitro: | Vierock |

|  |           |                   |
|  | Marcatori | 10’, 66’ Hottmann |

| Arbitro: | Vierock |

|             |           |  |
| Wähling 14’ | Marcatori |  |

| Arbitro: | Ostrin |

|  |           |                      |
|  | Marcatori | 50’ Wähling 60’ Badu |

| Arbitro: | Rauschenberg |

|          |           |                          |
| Hasse 4’ | Marcatori | 35’ Abdullatif 50’ Rölke |

| Arbitro: | Rose |

|           |           |                                    |
| Gunte 60’ | Marcatori | 11’ Wähling 90’ (rig.) Hildebrandt |

| Arbitro: | Kohnert |

|                                     |           |           |
| Borgmann 20’ Hildebrandt 24’ (rig.) | Marcatori | 68’ Tekin |

| Arbitro: | Wien |

|                 |           |                             |
| Granatowski 20’ | Marcatori | 16’ Oesterhelweg 69’ Thiele |

| Arbitro: | Sather |

|             |           |            |
| Hofmann 64’ | Marcatori | 86’ Duncan |

| Arbitro: | Ostrin |

|          |           |                                 |
| Rust 61’ | Marcatori | 3’, 38’ Badu 21’ Shcherbakovski |

| Arbitro: | Klemm |

|           |           |                |
| Heike 83’ | Marcatori | 31’ Ciccarelli |

| Arbitro: | Vierock |

|              |           |  |
| Hottmann 38’ | Marcatori |  |

| Lipsia 28 maggio 2023, ore 13:20 CEST 34ª giornata | Chemie Lipsia | 0 – 0 referto | Energie Cottbus | Alfred-Kunze-Sportpark (4 999 spett.)\| Arbitro: \| Rauschenberg \| |
| Arbitro:                                           | Rauschenberg  |               |                 |                                                                     |

### Spareggi promozione
| Arbitro: | Gerach |

|                        |           |                            |
| Hildebrandt 14’ (rig.) | Marcatori | 6’ Anspach 37’ Skarlatidis |

| Arbitro: | Reichel |

|                            |           |  |
| Fetsch 17’ Skarlatidis 90’ | Marcatori |  |

### Coppa di Germania
| Arbitro: | Siebert |

|           |           |                       |
| Heike 79’ | Marcatori | 43’ Schmid 73’ Weiser |

## Statistiche

### Statistiche di squadra
| Competizione        | Punti | In casa | In casa | In casa | In casa | In casa | In casa | In trasferta | In trasferta | In trasferta | In trasferta | In trasferta | In trasferta | Totale | Totale | Totale | Totale | Totale | Totale | DR  |
| Competizione        | Punti | G       | V       | N       | P       | Gf      | Gs      | G            | V            | N            | P            | Gf           | Gs           | G      | V      | N      | P      | Gf     | Gs     | DR  |
| ------------------- | ----- | ------- | ------- | ------- | ------- | ------- | ------- | ------------ | ------------ | ------------ | ------------ | ------------ | ------------ | ------ | ------ | ------ | ------ | ------ | ------ | --- |
| Regionalliga        | 70    | 17      | 13      | 2       | 2       | 38      | 12      | 17           | 8            | 5            | 4            | 27           | 16           | 34     | 21     | 7      | 6      | 65     | 28     | +37 |
| Spareggi promozione | -     | 1       | 0       | 0       | 1       | 1       | 2       | 1            | 0            | 0            | 1            | 0            | 2            | 2      | 0      | 0      | 2      | 1      | 4      | -3  |
| Coppa di Germania   | -     | 1       | 0       | 0       | 1       | 1       | 2       | 0            | 0            | 0            | 0            | 0            | 0            | 1      | 0      | 0      | 1      | 1      | 2      | -1  |
| Totale              | 70    | 19      | 13      | 2       | 4       | 40      | 16      | 18           | 8            | 5            | 5            | 27           | 18           | 37     | 21     | 7      | 9      | 67     | 34     | +33 |

### Andamento in campionato
| Giornata  | 1  | 2 | 3 | 4 | 5 | 6 | 7 | 8 | 9 | 10 | 11 | 12 | 13 | 14 | 15 | 16 | 17 | 18 | 19 | 20 | 21 | 22 | 23 | 24 | 25 | 26 | 27 | 28 | 29 | 30 | 31 | 32 | 33 | 34 |
| --------- | -- | - | - | - | - | - | - | - | - | -- | -- | -- | -- | -- | -- | -- | -- | -- | -- | -- | -- | -- | -- | -- | -- | -- | -- | -- | -- | -- | -- | -- | -- | -- |
| Luogo     | T  | C | T | C | T | C | T | C | T | C  | T  | C  | T  | C  | T  | T  | C  | C  | T  | C  | T  | C  | T  | C  | T  | C  | T  | C  | T  | C  | T  | C  | C  | T  |
| Risultato | P  | V | N | V | P | V | N | V | V | V  | V  | V  | P  | V  | N  | V  | V  | P  | P  | V  | N  | V  | V  | V  | V  | P  | V  | V  | V  | N  | V  | N  | V  | N  |
| Posizione | 16 | 9 | 8 | 7 | 8 | 7 | 8 | 7 | 3 | 3  | 2  | 2  | 3  | 2  | 2  | 1  | 1  | 1  | 2  | 1  | 2  | 2  | 1  | 1  | 1  | 1  | 1  | 1  | 1  | 1  | 1  | 1  | 1  | 1  |

Legenda:

Luogo: C = Casa; T = Trasferta. Risultato: V = Vittoria; N = Pareggio; P = Sconfitta.

### Statistiche dei giocatori
| Giocatore         | Aufstiegsrunde 3. Liga | Aufstiegsrunde 3. Liga | Aufstiegsrunde 3. Liga | Aufstiegsrunde 3. Liga | Regionalliga | Regionalliga | Regionalliga | Regionalliga | Coppa di Germania | Coppa di Germania | Coppa di Germania | Coppa di Germania | Totale   | Totale | Totale      | Totale     |
| Giocatore         | Presenze               | Reti                   | Ammonizioni            | Espulsioni             | Presenze     | Reti         | Ammonizioni  | Espulsioni   | Presenze          | Reti              | Ammonizioni       | Espulsioni        | Presenze | Reti   | Ammonizioni | Espulsioni |
| ----------------- | ---------------------- | ---------------------- | ---------------------- | ---------------------- | ------------ | ------------ | ------------ | ------------ | ----------------- | ----------------- | ----------------- | ----------------- | -------- | ------ | ----------- | ---------- |
| A. Abu-Alfa       | 0                      | 0                      | 0                      | 0                      | 25           | 4            | 5            | 0            | 1                 | 0                 | 0                 | 0                 | 26       | 4      | 5           | 0          |
| M. Badu           | 2                      | 0                      | 1                      | 0                      | 31           | 6            | 4            | 0            | 1                 | 0                 | 0                 | 0                 | 34       | 6      | 5           | 0          |
| T. Bektas         | 0                      | 0                      | 0                      | 0                      | 0            | 0            | 0            | 0            | 0                 | 0                 | 0                 | 0                 | 0        | 0      | 0           | 0          |
| E. Bethke         | 2                      | 0                      | 0                      | 0                      | 32           | 0            | 2            | 0            | 0                 | 0                 | 0                 | 0                 | 34       | 0      | 2           | 0          |
| A. Borgmann       | 2                      | 0                      | 0                      | 0                      | 31           | 4            | 2            | 0            | 1                 | 0                 | 0                 | 0                 | 34       | 4      | 2           | 0          |
| J. Böhmert        | 0                      | 0                      | 0                      | 0                      | 16           | 0            | 0            | 0            | 0                 | 0                 | 0                 | 0                 | 16       | 0      | 0           | 0          |
| T. Eisenhuth      | 2                      | 0                      | 0                      | 0                      | 32           | 2            | 3            | 0            | 1                 | 0                 | 0                 | 0                 | 35       | 2      | 3           | 0          |
| N. Erlbeck        | 0                      | 0                      | 0                      | 0                      | 8            | 0            | 1            | 0            | 0                 | 0                 | 0                 | 0                 | 8        | 0      | 1           | 0          |
| N. Geisler        | 0                      | 0                      | 0                      | 0                      | 14           | 1            | 1            | 0            | 1                 | 0                 | 0                 | 0                 | 15       | 1      | 1           | 0          |
| T. Hasse          | 2                      | 0                      | 1                      | 0                      | 33           | 4            | 3            | 0            | 1                 | 0                 | 0                 | 0                 | 36       | 4      | 4           | 0          |
| T. Heike          | 2                      | 0                      | 0                      | 0                      | 17           | 3            | 2            | 0            | 1                 | 1                 | 0                 | 0                 | 20       | 4      | 2           | 0          |
| J. Hildebrandt    | 2                      | 1                      | 0                      | 0                      | 31           | 6            | 8            | 0            | 1                 | 0                 | 0                 | 0                 | 34       | 7      | 8           | 0          |
| J. Hofmann        | 2                      | 0                      | 1                      | 0                      | 31           | 1            | 11           | 0            | 1                 | 0                 | 0                 | 0                 | 34       | 1      | 12          | 0          |
| E. Hottmann       | 2                      | 0                      | 0                      | 0                      | 32           | 10           | 1            | 1            | 1                 | 0                 | 0                 | 0                 | 35       | 10     | 1           | 1          |
| J. Juckel         | 0                      | 0                      | 0                      | 0                      | 10           | 0            | 2            | 0            | 1                 | 0                 | 0                 | 0                 | 11       | 0      | 2           | 0          |
| E. Kaizer         | 0                      | 0                      | 0                      | 0                      | 1            | 0            | 0            | 0            | 0                 | 0                 | 0                 | 0                 | 1        | 0      | 0           | 0          |
| A. Kujović        | 1                      | 0                      | 0                      | 0                      | 32           | 1            | 2            | 1            | 1                 | 0                 | 0                 | 0                 | 34       | 1      | 2           | 1          |
| P. Milde          | 1                      | 0                      | 0                      | 0                      | 7            | 0            | 1            | 0            | 1                 | 0                 | 0                 | 0                 | 9        | 0      | 1           | 0          |
| C. Moye           | 0                      | 0                      | 0                      | 0                      | 0            | 0            | 0            | 0            | 0                 | 0                 | 0                 | 0                 | 0        | 0      | 0           | 0          |
| M. Oesterhelweg   | 2                      | 0                      | 0                      | 0                      | 31           | 4            | 4            | 0            | 1                 | 0                 | 0                 | 0                 | 34       | 4      | 4           | 0          |
| J. Putze          | 0                      | 0                      | 0                      | 0                      | 0            | 0            | 0            | 0            | 0                 | 0                 | 0                 | 0                 | 0        | 0      | 0           | 0          |
| A. Sebald         | 0                      | 0                      | 0                      | 0                      | 3            | 0            | 0            | 0            | 1                 | 0                 | 0                 | 0                 | 4        | 0      | 0           | 0          |
| J. Shcherbakovski | 2                      | 0                      | 0                      | 0                      | 11           | 2            | 0            | 0            | 0                 | 0                 | 0                 | 0                 | 13       | 2      | 0           | 0          |
| D. Slamar         | 1                      | 0                      | 0                      | 0                      | 32           | 2            | 5            | 1            | 1                 | 0                 | 0                 | 0                 | 34       | 2      | 5           | 1          |
| T. Thiele         | 2                      | 0                      | 0                      | 0                      | 16           | 2            | 4            | 0            | 0                 | 0                 | 0                 | 0                 | 18       | 2      | 4           | 0          |
| P. Wagner         | 0                      | 0                      | 0                      | 0                      | 3            | 0            | 0            | 0            | 0                 | 0                 | 0                 | 0                 | 3        | 0      | 0           | 0          |
| N. Wähling        | 2                      | 0                      | 0                      | 0                      | 33           | 12           | 2            | 0            | 0                 | 0                 | 0                 | 0                 | 35       | 12     | 2           | 0          |